# Яськівці
Я́ськівці — село в Україні, у Деражнянській міській громаді Хмельницького району Хмельницької області. Населення становить 560 осіб на 1 січня 2015 р.
Нині площа села становить 225 га. На ній розміщено 269 будинків, в яких, станом на 1 січня 2001 р., проживало 695 жителів. У 1990 р. побудовано нову Свято-Миколаївську церкву. В січні 1999 р. до Яськовецької сільської ради приєднано бригадне село Красносілка. У селі проживають католики, православні, члени християнської конфесії ЄХБ.

## Географія
Село Яськівці знаходиться за 14 км від центру громади Деражня. Село розташоване біля притоки Південного Бугу, річки Вовк (Вовчок).

## Населення

### Мова
Розподіл населення за рідною мовою за даними перепису 2001 року:
| Мова            | Кількість | Відсоток |
| --------------- | --------- | -------- |
| українська      | 664       | 98.96%   |
| російська       | 5         | 0.74%    |
| білоруська      | 1         | 0.15%    |
| інші/не вказали | 1         | 0.15%    |
| Усього          | 671       | 100%     |

## Історія

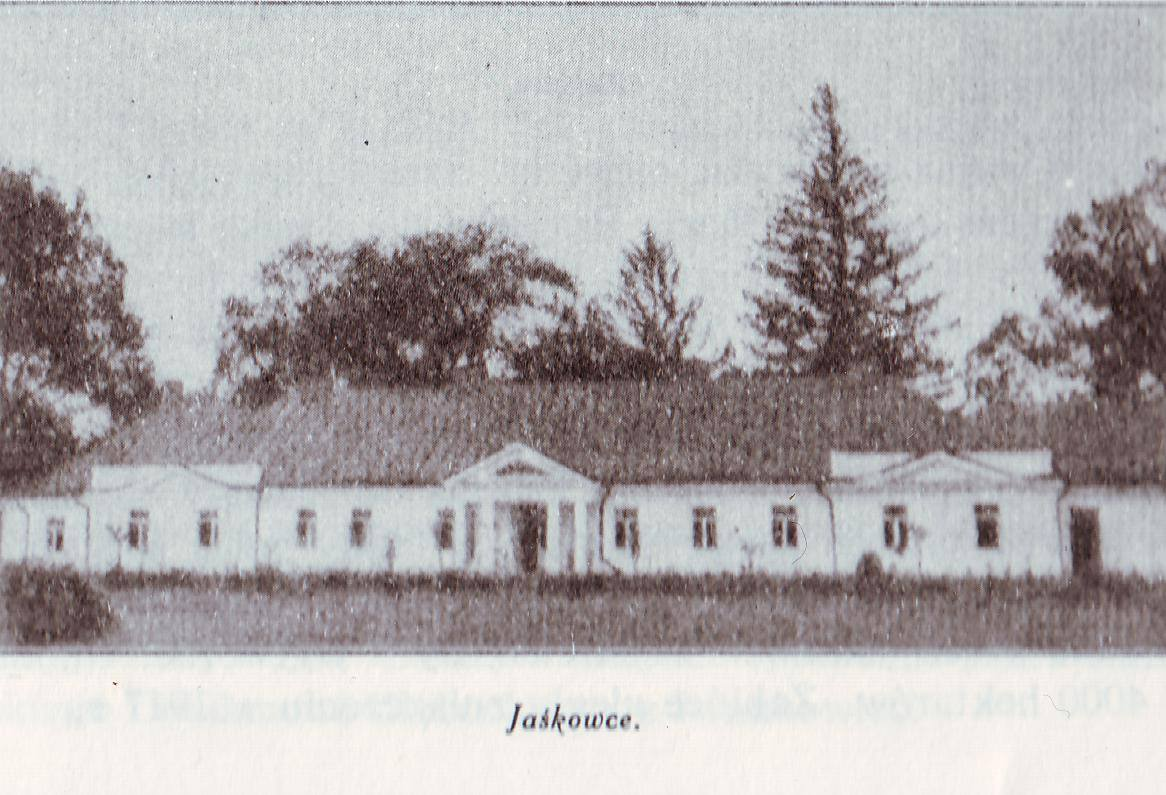
Маєток

Конкретна дата заснування села невідома.
Збереглися свідчення, котрі датуються 30-тими роками ХХ-го століття, від кладовищенського сторожа Митра Шапошніка, репресованого більшовиками у віці близько 70 років, який певний час займав посаду церковного старости, про те, що Свято-Миколаївська церква, яка була витвором італійського мистецтва, з дерева на кам'яному фундаменті, розташована на урочищі «Горбанівка» і в часи революції спалена більшовиками разом з архівними даними про село. Церква до того часу простояла приблизно 340 років. Виходячи з таких фактів, можна стверджувати, що село вже існувало наприкінці XVI ст. (приблизно 1580 — 1590 рр.). Існує також легенда, що недалеко від церкви, у долині, була споруджена дзвіниця, котра провалилась під землю. На цьому місці утворено колодязь, з дна якого було чути звук церковних дзвонів на Великодні свята.
У XVI ст. село Яськівці разом з панським маєтком знаходилося у володінні князів Чарторийських. З невідомих причин у 1783 році князь Адам Чарторийський подарував яськовецький маєток своєму керуючому Томашу (Тимофію) Бернатовичу.
В 1829 р. до Яськовець приписали Яськовецькі Хутори (сучасне с. Підлісне), які раніше належали до парафії с. Зяньківці. Потім, у 1830 р., до Яськовець були приписане с. Маниківці, яке до того часу входило до парафії с. Фащіївка. Раніш в Маниківцях була церква, яку в 1702 р. купили і перенесли у с. Фащіївку. Під час унії жителі Яськовець належали до греко-католицького приходу с. Новосілки до тих пір, поки не побудували своєї церкви. До парафії належало три школи: церковно-приходська в Яськівцях і дві школи грамоти в Маниківцях і Яськовецьких Хуторах. За архівними даними, на той час у парафії було 634 чоловіки і 658 жінок. Всі вони — селяни-українці, які займалися землеробством.
У 1861 р. скасовано кріпацтво в Україні, тому власник села Бернатович, відповідно до закону, виділив частину земель маєтку для бідних селян. Ці землі називались додатками і ними користувались до селяни разом з іншими землями до революції 1917 р. 
7 (20) листопада 1917 року, відповідно до Третього Універсалу Української Центральної Ради, увійшло до складу Української Народної Республіки.
Після революції вся панська земля була роздана селянам. Землею користувались до 1929 р. (початок насильницької колективізації). Новостворена сільська рада вийшла на перше місце по всіх показниках в тодішньому Михайлівському (Міхампільському) районі і нагороджена ламповим радіоприймачем.
«В жнива 1930 р. сільське начальство дало вказівку — урожай в снопах звезти на колгоспну кінну молотарку. Господарствам не залишали навіть зерна на насіння і сім'ї прирікалися на смертельне голодування… Голодною смертю помирали не тільки господарі-індивідуальники, а й колгоспники, якими більшовики обіцяли рай, а насправді потрапили в пекло. Все збіжжя з колгоспної комори вивозили на залізничну станцію Деражня в зерносклади, а знедолені колгоспники залишалися без хліба, без усяких засобів існування… Впродовж зими й весни 1933 р. двері не зачинялися від юрби жебраків… особливо було багато дітей з сіл Сатурино, Гоголів, Шелехів та ін. приходили з далеких місцевостей, навіть з Умані. Люди гинули в дорозі…», — згадують очевидці. В пам'ять жертв голодомору і невинно убієнних при в'їзді в село встановлено пам'ятний знак.
У червні 1941 р. розпочалась Німецько-радянська війна. Під час окупації колгосп був ліквідований і запроваджене общинне господарство. Керував всім староста. Під час окупації більше сорока молодих людей було вивезено в Німеччину на примусові роботи. 67 чоловіків не повернулись з фронту. Територія села була звільнена від нацистів у кінці березня 1944 р.
Після війни в с. Яськівці було відкрито середню школу. Початкові класи навчались в попівському будинку, який був розміщений в центрі села, а старші класи навчались в панському маєтку, який знаходився за селом. На початку 60-х роках на території села було прокладено шосейну дорогу . до історичної дати 50-річчя радянської влади побудовано новий сільський клуб, в якому розміщено і бібліотеку. В 1988 р. введено в експлуатацію двоповерхову загальноосвітню школу I—III ступенів.
12 червня 2020 року, відповідно до розпорядження Кабінету Міністрів України № 727-р «Про визначення адміністративних центрів та затвердження територій територіальних громад Хмельницької області», увійшло до складу Деражнянської міської громади.
19 липня 2020 року, в результаті адміністративно-територіальної реформи та ліквідації Деражнянського району, село увійшло до складу Хмельницького району.
Колишній орган місцевого самоврядування — Яськовецька сільська рада.

## Символіка
Затверджена 17 жовтня 2013 р. рішенням № 5 сесії сільської ради. Автор — І. Д. Янушкевич.

### Герб
Щит перетятий широкою золотою кроквою, на якій зелене дерево з червоними плодами, супроводжуване по сторонам зеленими ялинами. У нижньому зеленому полі срібний архітектурний портик будівлі з відчиненими дверима, складений із чотирьох колон на фундаменті, на які зверху опирається трикутний фронтон. У лазуровій главі в правій стороні золоте сяюче шістнадцятипроменеве сонце, в лівій срібна восьмипроменева зірка. Щит обрамований золотим декоративним картушем і увінчаний золотою сільською короною. Картуш знизу обрамлений зеленими гілками берези з сережками. На срібній девізній стрічці напис "ЯСЬКІВЦІ".

### Прапор
Квадратне полотнище розділене горизонтально на три смуги — синю, жовту, зелену — в співвідношенні 1:2:1. На верхній смузі жовте сяюче шістнадцятипроменеве сонце. На середній смузі зелене дерево з червоними плодами, супроводжуване по сторонам зеленими ялинами. На нижній смузі біла восьмипроменева зірка.

## Галерея

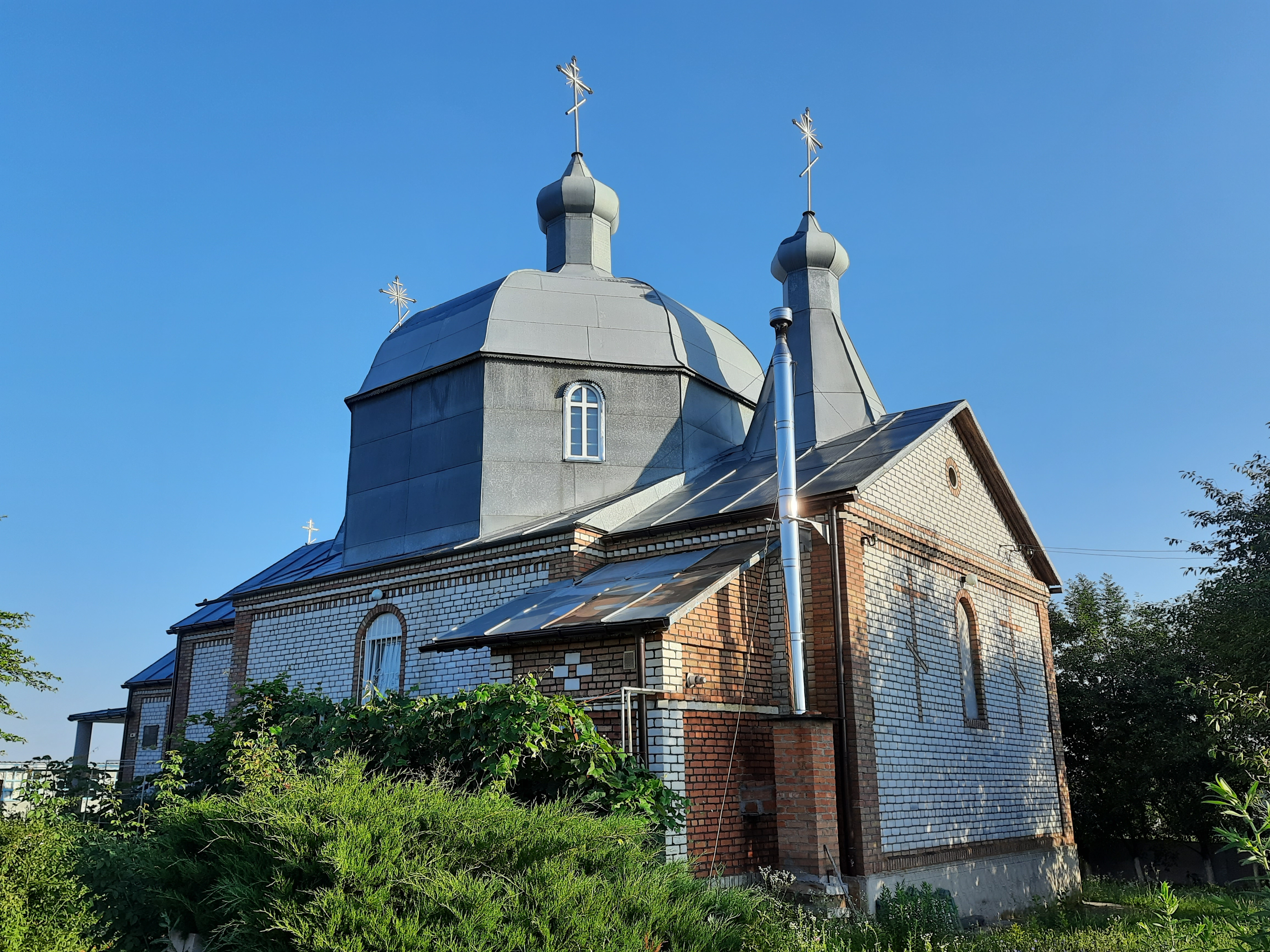
Свято-Миколаївська церква
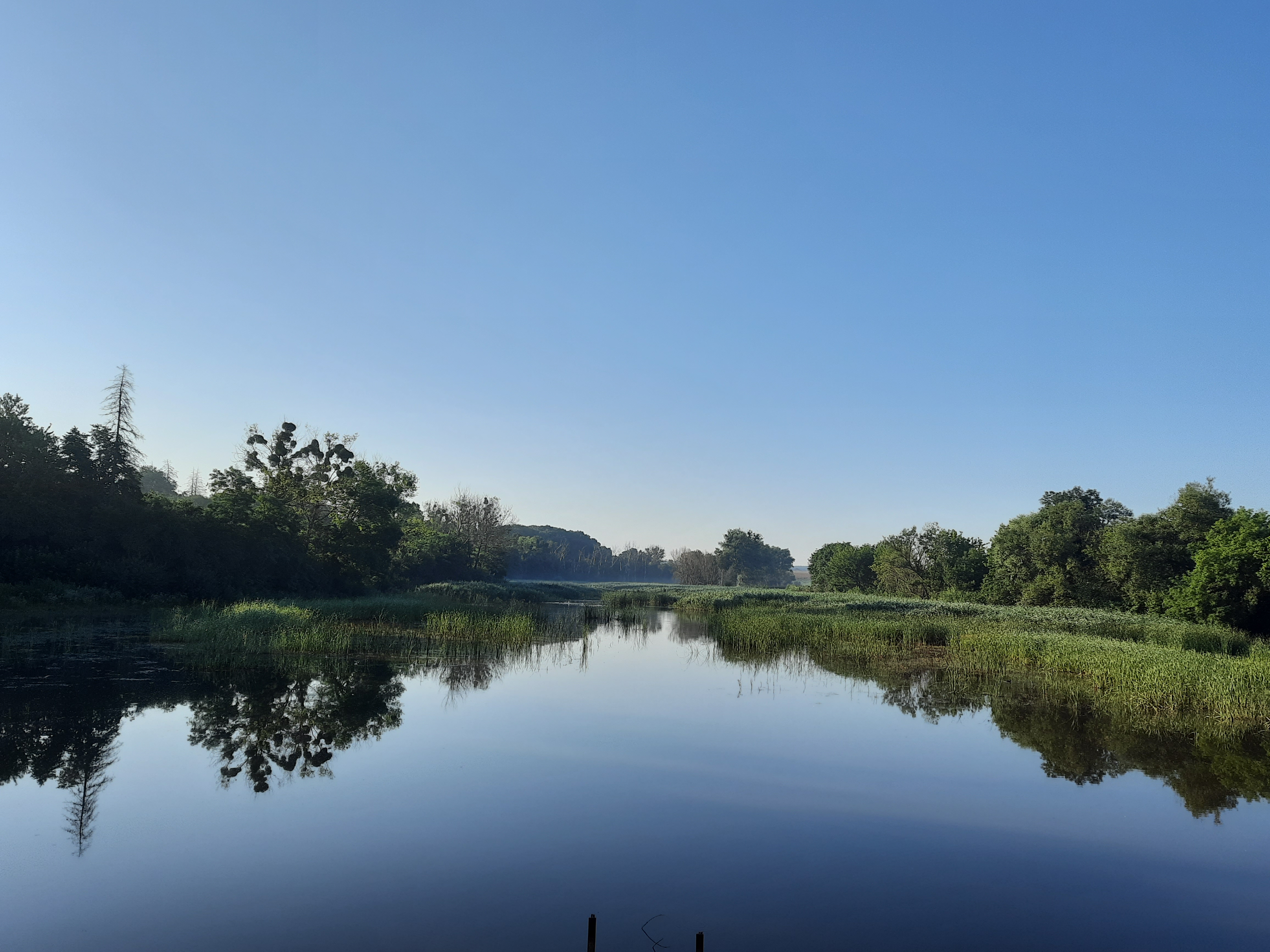
Став біля села